# Au bon beurre (téléfilm)
Pour l’article homonyme, voir Au bon beurre.
Pour plus de détails, voir Fiche technique et Distribution.
Au bon beurre est un téléfilm franco-italien en deux parties réalisé par Édouard Molinaro, d'après l'œuvre du même nom de Jean Dutourd et diffusé les 13 et 14 décembre 1981 sur TF1.
Au Québec, il fut diffusé les 23 et 30 mai 1983 à la Télévision de Radio-Canada.

## Synopsis
À Paris sous l'occupation allemande dans le 20e arrondissement, un couple de commerçants, les Poissonnard, propriétaires de la crèmerie Au Bon Beurre, sont des profiteurs de guerre opportunistes. Ils tirent avantage sans scrupule des pénuries alimentaires et du marché noir (BOF) pour s'enrichir indûment. Ils sont également capables de compromissions avec l'occupant. Tout en affichant un patriotisme de façade, ils collaborent habilement avec les autorités allemandes quand cela sert leurs intérêts. Admirateurs du maréchal Pétain pendant l'Occupation, ils retournent habilement leur veste et parviennent à passer pour des résistants admirateurs de Charles de Gaulle à la libération de Paris.
D'un autre côté, Léon Lécuyer est un étudiant idéaliste. Prisonnier de guerre, il s'évade en décembre 1940 de son Oflag de Poméranie et se réfugie à Paris chez sa mère, une cliente de la crèmerie Au Bon Beurre, qui se confie à la patronne, Julie Poissonnard. Celle-ci le dénonce au général de la Kommandantur de l'Opéra dans une lettre anonyme. Il parvient à échapper de justesse à son arrestation par les toits et trouve refuge chez une jeune femme, Émilienne, qui l'héberge pour la nuit. Il entre par la suite dans la Résistance.

## Fiche technique
- Réalisation : Édouard Molinaro
- Scénario : Pierre Pelegri et Roger Hanin, d'après le roman du même nom de Jean Dutourd
- Photographie : Armand Marco
- Musique : Claude Bolling
- Décors : Didier Haudepin
- Durée : 130 min
- Pays :  France,  Italie
- Dates de diffusions : 
  - 13 décembre 1981 sur TF1 (première partie)[2]
  - 14 décembre 1981 sur TF1 (seconde partie)[3]
- Rediffusions :
  - sur M6 : le 24 juin 1995[4],[5] ; le 10 septembre 1997[6],[7] ; le 29 décembre 1998[8],[9] ; le 1er novembre 2000[10],[11] ; le 8 mai 2002[12],[13] ;
  - sur France 5 : le 9 mai 2011 ; les 21 (première partie) et 28 août 2017 (seconde partie)[14],[15].

## Distribution
- Roger Hanin : Charles-Hubert Poissonnard, crémier profiteur de guerre
- Andréa Ferréol : Julie Poissonnard, femme de Charles-Hubert, crémière délatrice
- Jean-Claude Dauphin : Léon Lécuyer, jeune historien idéaliste, qui résiste maladroitement
- Béatrice Agenin : Madeleine Lécuyer, jeune femme qui épouse Léon
- Christine Pascal : Josette, première employée des Poissonnard
- Paul Guers : le médecin
- Monique Mélinand : Mme Lécuyer, mère de Léon
- Dora Doll : Mme Halluin, cliente de la crémerie
- Philippe Clay : M. Deprat, pétainiste convaincu
- Fred Personne : M. Lebugle, client pétainiste de la crémerie
- Annick Blancheteau : Émilienne, jeune femme chez qui se réfugie Léon
- Claude Brosset : Jules Lemercier, résistant qui aide Léon
- Catherine Allégret : Léonie, seconde employée des Poissonnard
- Jean-François Adam : l'inspecteur sanitaire Simonin
- Maurice Jacquemont : le maréchal Philippe Pétain, chef de l'État
- Béatrice Masson : Jeanine Poissonnard, fille des Poissonnard
- Romain Trembleau : Henri « Riri » Poissonnard, fils Poissonnard à 8 ans
- Renaud Benoît : Henri « Riri » Poissonnard, à 14 ans
- Jean-Marie Arnoux : le brigadier
- Alain Cathelin et Sylvain Lemarie : les gendarmes lors de la démobilisation
- Michel Chalmeau : l'inspecteur de la Gare de Lyon-Perrache
- Jocelyn Canoen : la concierge de l'appartement du Boulevard Saint-Germain
- Pierre Duncan : le gendarme au cinéma
- Isabelle Gauchet : Yvette
- Jean-Claude de Goros : l'inspecteur de l'hôtel à Vichy
- Salvino Di Pietra : le capitaine Le Grandier de La Ravette
- Annick Fougery : la concierge de Rappoport
- Patrick Gourevitch : le greffier à Vichy
- Giuseppe Grottadaurea et Bernard Marcellin : les costauds
- Elisabeth Kaza : Mme Le Grandier de La Ravette
- Francis Lax : M. Rappoport, le tailleur juif
- Jacques Mutel : René Benjamin
- Charles Marosi : le planton de l'Hôtel du parc
- Antonio Passaglia : l'huissier de la Chambre des députés
- Jean-Simon Prévost : Baden Powell, le chef des scouts chez Pétain
- René Renot : le gardien de prison
- Maria Riquelme : la femme du train
- Jean-Pierre Rivière : le lieutenant de la prison
- Tony Roedel : Günther
- Werner Schulenberg (de) : la Walkyrie
- Peter Semler : le major von Pasbst
- Gilbert Servien : le chef de la délégation ouvrière
- Yves Soucasse : le copain de Léon
- Martin Trévières : le patron de la coutellerie
- Jean-Louis Tristan : le policier de l'interrogatoire à Vichy
- André Valardy : Alphonse, résistant communiste
- Frithjof Vierock (de) : Hans Pfeiffer, soldat allemand doux et encombrant
- Gilbert Vilhon : le juge d'assises
- Luigi Diberti : Gérard Le Grandier de La Ravette, collaborateur de Pétain, époux de Jeanine Poissonnard
- Jean Dutourd : Monsieur Jean, client des Poissonnard (non crédité)

## Lieux de tournage
- La crèmerie vue dans le film se situait au 21, rue Saint-Blaise à Paris 20e . On aperçoit l'église Saint-Germain-de-Charonne.
- Lycée Jean-Baptiste-Say (Paris).